# Estland op de Olympische Zomerspelen 2008
Estland nam deel aan de Olympische Zomerspelen 2008 in Peking, China. Estland debuteerde op de Zomerspelen in 1920 en deed in 2008 voor de tiende keer mee. Voor het eerst na het uiteenvallen van de Sovjet-Unie won het Baltische land zowel goud als zilver.

## Medailleoverzicht
| Sport    | Olympiër                    | Discipline       | Medaille |
| -------- | --------------------------- | ---------------- | -------- |
| Atletiek | Gerd Kanter                 | discuswerpen (m) | Goud     |
| Roeien   | Tõnu Endrekson Jüri Jaanson | dubbel-twee (m)  | Zilver   |

## Deelnemers en resultaten per onderdeel

### Atletiek
| Olympiër           | Onderdeel              | Resultaat | Prestatie                                                    |
| ------------------ | ---------------------- | --------- | ------------------------------------------------------------ |
| Tiidrek Nurme      | 1500m (m)              | 38e       | serie 3: 9de in 3.58,59 (NR)                                 |
| Pavel Loskutov     | marathon (m)           | 75e       | 2:39.01                                                      |
| Taavi Peetre       | kogelstoten (m)        | 26e       | kwalificatie groep B: 10de met 19,57m                        |
| Märt Israel        | discuswerpen (m)       | 14e       | kwalificatie groep B: 6de met 61,98m                         |
| Gerd Kanter        | discuswerpen (m)       | Goud      | kwalificatie groep B: 3de met 64,66m finale: 1ste met 68,82m |
| Aleksander Tammert | discuswerpen (m)       | 12e       | kwalificatie groep A: 6de met 63,10m finale: 12de met 61,38m |
| Mihkel Kukk        | speerwerpen (m)        | 21e       | kwalificatie groep B: 10de met 75,56m                        |
| Mikk Pahapill      | tienkamp (m)           | 10e       | 8178 punten                                                  |
| Andres Raja        | tienkamp (m)           | 12e       | 8112 punten                                                  |
|                    |                        |           |                                                              |
| Ksenija Balta      | verspringen (v)        | 27e       | kwalificatie groep B: 12de met 6,38m                         |
| Kaire Leibak       | hink-stap-springen (v) | 10e       | kwalificatie groep B: 4de met 14,19m finale: 14,13m          |
| Anna Iljuštšenko   | hoogspringen (v)       | 21e       | kwalificatie groep B: 11de met 1,89m                         |
| Moonika Aava       | speerwerpen (v)        | 26e       | kwalificatie groep B: 12de met 56,94m                        |
| Kaie Kand          | zevenkamp (v)          | 33e       | 5677 punten                                                  |

### Badminton
| Olympiër     | Onderdeel     | Resultaat | Prestatie                                        |
| ------------ | ------------- | --------- | ------------------------------------------------ |
| Raul Must    | enkelspel (m) | 33e       | 1ste ronde: V van POL Wacha: 14-21, 15-21        |
|              |               |           |                                                  |
| Kati Tolmoff | enkelspel (v) | 33e       | 1ste ronde: V van IRL Magee: 21-18, 18-21, 19-21 |

### Gymnastiek
| Olympiër     | Onderdeel       | Resultaat | Prestatie                             |
| Ritmisch     | Ritmisch        | Ritmisch  | Ritmisch                              |
| ------------ | --------------- | --------- | ------------------------------------- |
| Irina Kikkas | individueel (v) | 20e       | kwalificatie: 20ste met 62,775 punten |

### Judo
| Olympiër     | Onderdeel  | Resultaat | Prestatie                                                                              |
| ------------ | ---------- | --------- | -------------------------------------------------------------------------------------- |
| Martin Padar | +100kg (m) | 17e       | voorronde: vrij 1ste ronde: W van KOR Kim: ippon 2de ronde: V van BRA Schlittler: yuko |

### Roeien
| Olympiër                                             | Onderdeel       | Resultaat | Prestatie |
| ---------------------------------------------------- | --------------- | --------- | --- |
| Andrei Jämsä                                         | skiff (m)       | 17e       | serie 2: 4de in 7.48,24 kwartfinale 3: 4de in 7.05,48 halve finale C/D: 2de in 7.16,38 finale C: 5de in 7.19,60 |
| Tõnu Endrekson Jüri Jaanson                          | dubbel-twee (m) | Zilver    | serie 2: 3de in 6.27,95 halve finale 2: 2de in 6.21,11 finale: 2de in 6.29,05                                   |
| Igor Kuzmin Vladimir Latin Allar Raja Kaspar Taimsoo | dubbel-vier (m) | 9e        | serie 1: 4de in 5.42,22 herkansingen: 1ste in 6.01,46 halve finale 2: 4de in 5.54,57 finale B: 3de in 5.48,12   |

### Schermen
| Olympiër           | Onderdeel | Resultaat | Prestatie                                                             |
| ------------------ | --------- | --------- | --------------------------------------------------------------------- |
| Nikolai Novosjolov | degen (m) | 17e       | 1ste ronde: W van EGY Nabil: 15-8 2de ronde: V van FRA Jeannet: 14-15 |

### Schietsport
| Olympiër      | Onderdeel | Resultaat | Prestatie                                          |
| ------------- | --------- | --------- | -------------------------------------------------- |
| Andrei Inešin | skeet (m) | 18e       | kwalificatie: 18de met 115 punten (22-24-20-24-25) |

### Tennis
| Olympiër              | Onderdeel      | Resultaat | Prestatie |
| --------------------- | -------------- | --------- | --- |
| Maret Ani             | enkelspel (v)  | 33e       | 1ste ronde: V van CZE Šafářová: 4-6, 2-6                                                                                   |
| Kaia Kanepi           | enkelspel (v)  | 9e        | 1ste ronde: W van ITA Pennetta: 6-2, 7-6 (6) 2de ronde: W van FRA Razzano: 6-4, 7-5 3de ronde: V van CHN Li: 6-4, 2-6, 0-6 |
| Maret Ani Kaia Kanepi | dubbelspel (v) | 17e       | 1ste ronde: V van BLR Azarenka/Poutchek: 2-6, 2-6                                                                          |

### Triatlon
| Olympiër     | Onderdeel | Resultaat | Prestatie  |
| ------------ | --------- | --------- | ---------- |
| Marko Albert | mannen    | 41e       | 1:54.13,58 |

### Volleybal
| Olympiër                 | Onderdeel | Resultaat | Prestatie |
| ------------------------ | --------- | --------- | --- |
| Kristjan Kais Rivo Vesik | beach (m) | 17e       | groep A: 4de V van ESP Herrera/Mesa: 0-2 (18-21, 21-23) V van CHN Wu/Xu: 1-2 (21-15, 11-21, 13-15) V van AUT Gosch/Horst: 1-2 (16-21, 21-18, 12-15) |

### Wielersport
| Olympiër       | Onderdeel        | Resultaat | Prestatie                     |
| Baan           | Baan             | Baan      | Baan                          |
| -------------- | ---------------- | --------- | ----------------------------- |
| Daniel Novikov | sprint (m)       | 21e       | kwalificatie: 21ste in 11,187 |
| Weg            |                  |           |                               |
| Rein Taaramäe  | tijdrit (m)      | 17e       | 1:05.47                       |
| Tanel Kangert  | wegwedstrijd (m) | 69e       | 6:36.48                       |
| Rein Taaramäe  | wegwedstrijd (m) | 48e       | 6:30.49                       |
|                |                  |           |                               |
| Grete Treier   | wegwedstrijd (v) | 30e       | 3:33.17                       |

### Zeilen
| Olympiër      | Onderdeel | Resultaat | Prestatie                                   |
| ------------- | --------- | --------- | ------------------------------------------- |
| Johannes Ahun | RS:X (m)  | 33e       | 273 punten: (35-34-32-34-31-30-29-25-30-28) |
| Deniss Karpak | laser (m) | 25e       | 166 punten: (16-20-41-37-38-2-4-35-14)      |

### Zwemmen
| Olympiër          | Onderdeel            | Resultaat | Prestatie                     |
| ----------------- | -------------------- | --------- | ----------------------------- |
| Miko Mälberg      | 50m vrije slag (m)   | 25e       | serie 9: 2de in 22,37 (NR)    |
| Danil Haustov     | 100m vrije slag (m)  | 51e       | serie 4: 8ste in 50,92        |
| Vladimir Sidorkin | 200m vrije slag (m)  | 45e       | serie 3: 2de in 1.51,27 (NR)  |
| Andres Olvik      | 200m rugslag (m)     | 40e       | serie 2: 6de in 2.03,66       |
| Martti Aljand     | 100m schoolslag (m)  | 45e       | serie 4: 5de in 1.02,46 (NR)  |
| Martti Aljand     | 200m schoolslag (m)  | 46e       | serie 2: 5de in 2.16,52       |
| Martin Liivamägi  | 200m wisselslag (m)  | 35e       | serie 4: 8ste in 2.03,56      |
|                   |                      |           |                               |
| Triin Aljand      | 50m vrije slag (v)   | 21e       | serie 9: 1ste in 25,29        |
| Triin Aljand      | 100m vrije slag (v)  | 33e       | serie 4: 6de in 56,10         |
| Elina Partõka     | 200m vrije slag (v)  | 28e       | serie 2: 1ste in 2.00,24 (NR) |
| Triin Aljand      | 100m vlinderslag (v) | 32e       | serie 3: 1ste in 59,43 (NR)   |
| Anna-Liisa Põld   | 400m wisselslag (v)  | 35e       | serie 1: 4de in 4.58,21       |

Afghanistan · Albanië · Algerije · Amerikaanse Maagdeneilanden · Amerikaans-Samoa · Andorra · Angola · Antigua en Barbuda · Argentinië · Armenië · Aruba · Australië · Azerbeidzjan · Bahama's · Bahrein · Bangladesh · Barbados · België · Belize · Benin · Bermuda · Bhutan · Bolivia · Bosnië en Herzegovina · Botswana · Brazilië · Britse Maagdeneilanden · Bulgarije · Burkina Faso · Burundi · Cambodja · Canada · Centraal-Afrikaanse Republiek · Chili · China · Chinees Taipei · Colombia · Comoren · Congo-Brazzaville · Congo-Kinshasa · Cookeilanden · Costa Rica · Cuba · Cyprus · Denemarken · Djibouti · Dominica · Dominicaanse Republiek · Duitsland · Ecuador · Egypte · El Salvador · Equatoriaal-Guinea · Eritrea · Estland · Ethiopië · Fiji · Filipijnen · Finland · Frankrijk · Gabon · Gambia · Georgië · Ghana · Grenada · Griekenland · Groot-Brittannië · Guam · Guatemala · Guinee · Guinee‑Bissau · Guyana · Haïti · Honduras · Hongarije · Hongkong · Ierland · IJsland · India · Indonesië · Irak · Iran · Israël · Italië · Ivoorkust · Jamaica · Japan · Jemen · Jordanië · Kaaimaneilanden · Kaapverdië · Kameroen · Kazachstan · Kenia · Kirgizië · Kiribati · Koeweit · Kroatië · Laos · Lesotho · Letland · Libanon · Liberia · Libië · Liechtenstein · Litouwen · Luxemburg · Macedonië · Madagaskar · Malawi · Malediven · Maleisië · Mali · Malta · Marshalleilanden · Marokko · Mauritanië · Mauritius · Mexico · Micronesië · Moldavië · Monaco · Mongolië · Montenegro · Mozambique · Myanmar · Namibië · Nauru · Nederland · Nederlandse Antillen · Nepal · Nicaragua · Nieuw-Zeeland · Niger · Nigeria · Noord-Korea · Noorwegen · Oeganda · Oekraïne · Oezbekistan · Oman · Oostenrijk · Oost‑Timor · Pakistan · Palau · Palestina · Panama · Papoea-Nieuw-Guinea · Paraguay · Peru · Polen · Portugal · Puerto Rico · Qatar · Roemenië · Rusland · Rwanda · Saint Kitts en Nevis · Saint Lucia · Saint Vincent en Grenadines · Salomonseilanden · Samoa · San Marino · Sao Tomé en Principe · Saoedi-Arabië · Senegal · Servië · Seychellen · Sierra Leone · Singapore · Slovenië · Slowakije · Soedan · Somalië · Spanje · Sri Lanka · Suriname · Swaziland · Syrië · Tadzjikistan · Tanzania · Thailand · Togo · Tonga · Trinidad en Tobago · Tsjaad · Tsjechië · Tunesië · Turkije · Turkmenistan · Tuvalu · Uruguay · Vanuatu · Venezuela · Verenigde Arabische Emiraten · Verenigde Staten · Vietnam · Wit-Rusland · Zambia · Zimbabwe · Zuid-Afrika · Zuid-Korea · Zweden · Zwitserland
Uitgesloten van deelname: Brunei